# Sierra de San Jacinto
La sierra de San Jacinto  ('Avii Hanupach en Mojave) es una sierra al este de Los Ángeles al sur de California.

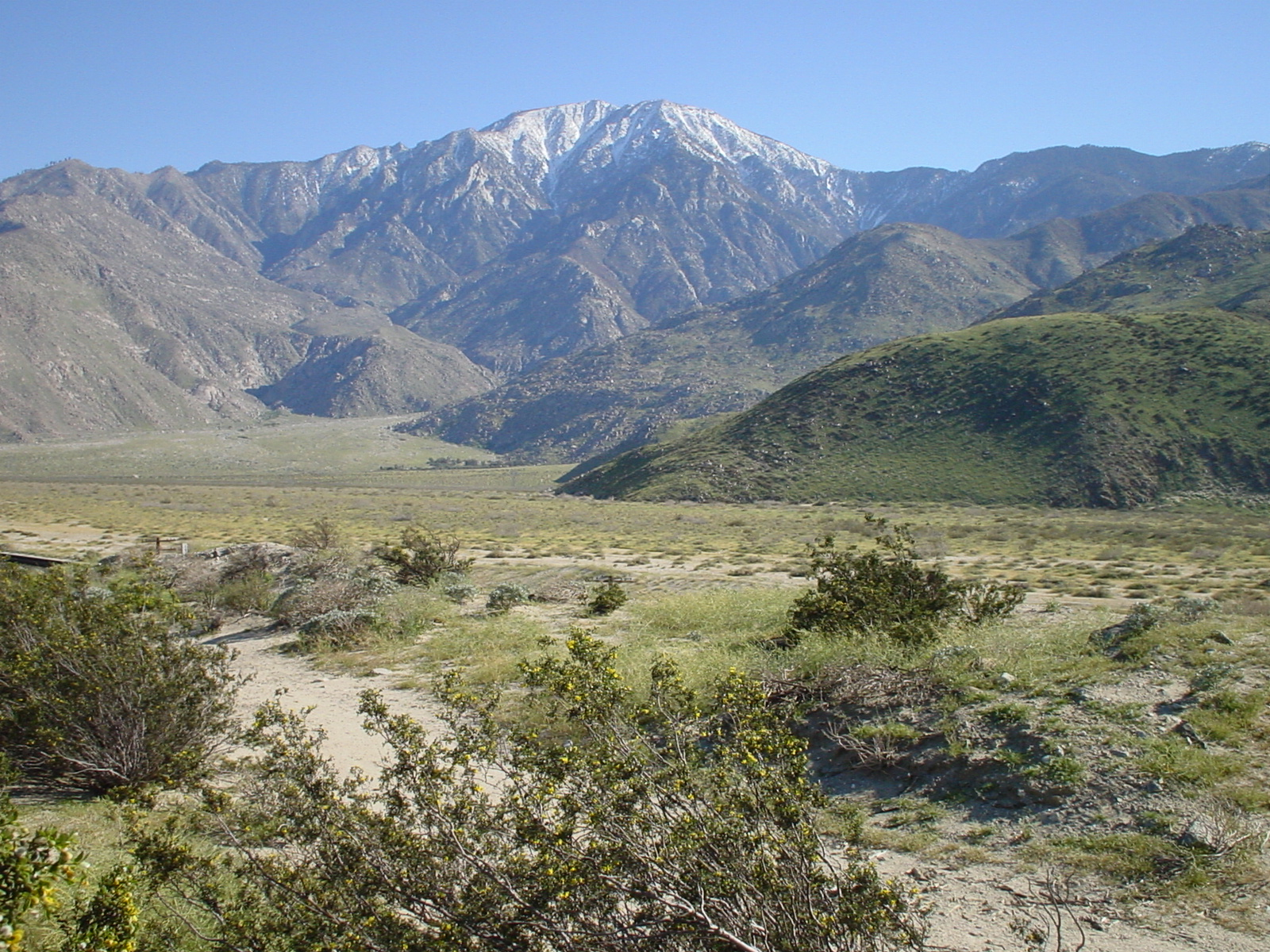

La sierra se extiende a lo largo de unos 48 km desde el sudeste de la sierra de San Bernardino hasta la sierra de Santa Rosa. La sierra de San Jacinto forma la parte más norteña de las cadenas montañosas peninsulares, que recorren 1500 km desde el Sur de California hasta la punta sur de la península de Baja California. Su punto más elevado es el pico de San Jacinto de unos 3.302 m.
Los puertos de montaña de Banning y el de San Gorgonio separan la sierra del monte de San Gorgonio al norte.  Esta sierra forma el límite occidental del valle de San Jacinto en Hemet. 
El pueblo indígena de Cahuilla vive en el desierto que rodea la sierra de San Jacinto y la utilizan como lugar de caza, así como sitio de descanso durante la época de calor.  La sierra también forma parte de las islas del Cielo, con diferentes especies de flora y fauna que no tolera las altas temperaturas de sus alrededores.